# Nagroda Państwowa NRD
Nagroda Państwowa Niemieckiej Republiki Demokratycznej (niem. Nationalpreis der Deutschen Demokratischen Republik) – nagroda państwowa Niemieckiej Republiki Demokratycznej przyznawana w trzech różnych klasach za osiągnięcia naukowe, artystyczne i inne zasługi. W przypadku osiągnięć naukowych nagrodą wyróżniano często całe grupy badawcze, a nie indywidualnych naukowców.

## Historia
Nagroda ustanowiona została dekretem Niemieckiej Komisji Gospodarczej z 31 marca 1949, a procedura jej nadawania została uregulowana 18 maja tego samego roku.
Pierwsza ceremonia wręczenia nagród miała miejsce 25 sierpnia 1949, a więc przed proklamacją NRD (pod nazwą „Niemiecka Nagroda Państwowa w Roku Goethego 1949”). Już po powstaniu NRD ustawą z 22 marca 1950 uszczegółowiono zasady jej przyznawania, a od 1951 roku wręczano ją corocznie w dniu 7 października (niem. Tag der Republik – rocznica proklamacji NRD).
Nadawano ją za „wybitną działalność w dziedzinie nauki i techniki, ważne odkrycia matematyczne i naukowe oraz wynalazki technologiczne, wprowadzenie nowych metod pracy i produkcji” oraz „wybitne dzieła i osiągnięcia w dziedzinie sztuki i literatury”. Nagroda mogła być przyznawana obywatelom NRD, grupom osób, a nawet obcokrajowcom, pod warunkiem, że wniosą istotny wkład w socjalistyczną kulturę i naukę.
Nagroda posiadała trzy klasy, dla których wypłacano również ustalone kwoty pieniężne. Przykładowo w 1950 roku w przypadku nagrody pierwszej klasy wypłacano 100 000 marek, drugiej klasy – 50 000 marek, a trzeciej – 25 000 marek.

## Opis odznaki
Odznaką nagrody jest okrągły, pozłacany krążek o średnicy 26 mm z portretem Goethego otoczonym słowami „Niemiecka Republika Demokratyczna” (niem. Deutsche Demokratische Republik) na awersie. Na odwrocie napis „Nagroda Państwowa” (niem. Nationalpreis) otoczony wieńcem laurowym. Wstążka składa się z trzech pionowych pasów w niemieckich kolorach narodowych ze złotym godłem Niemieckiej Republiki Demokratycznej przymocowanym pośrodku.

## Odznaczeni

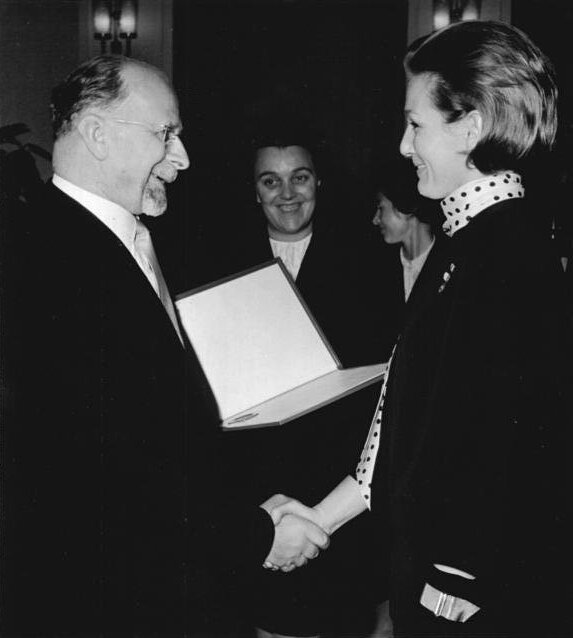
Inge Keller zostaje uhonorowana Nagrodą Państwową NRD przez Waltera Ulbrichta w 1961 roku